# Cos'è davvero la matematica
Cos'è davvero la matematica è un libro del matematico Reuben Hersh che tratta di filosofia della matematica. Il titolo si rifà al classico testo di Richard Courant e Herbert Robbins: Che cos'è la matematica?. 

## Contenuti
L'autore nel libro si pone in contrasto con i suoi colleghi, che a suo dire sono sostanzialmente platonisti (credendo che gli enti matematici esistano "da qualche parte": basta solo trovarli) o formalisti (affermando che la matematica non ha significato reale, ma è soltanto una manipolazione di simboli), e propende per un'interpretazione che definisce umanistica-aristotelica (la matematica è un'attività umana). 
Il libro è diviso in tre parti. Nella prima mostra le varie tendenze filosofiche nei confronti della matematica; nella seconda passa in rassegna i vari filosofi che hanno trattato di matematica esprimendo anche i propri giudizi in merito; nell'ultima sviluppa alcuni approfondimenti matematici per il lettore interessato.

## Edizioni
- Reuben Hersh, Cos'è davvero la matematica, traduzione di Rosalba Giomi, collana I nani, Baldini Castoldi Dalai, 2003,  p. 493, ISBN 88-8490-430-7.